# Heinz Trebstein
Heinz Trebstein (* April 1921; † Mai 2011 in Berlin) war ein deutscher Polizeioffizier und Verkehrswissenschaftler der DDR. Er war Leiter der Verkehrspolizei im Ministerium des Innern der DDR und Direktor des Instituts für Verkehrssicherheit an der Hochschule für Verkehrswesen „Friedrich List“ in Dresden.

## Leben
Trebstein wurde nach dem Zweiten Weltkrieg Angehöriger der Deutschen Volkspolizei (DVP) und Mitglied der SED. Von 1962 bis 1967 war er zunächst als Oberstleutnant der VP stellvertretender Leiter der Hauptabteilung Schutz- und Verkehrspolizei und Leiter der Abteilung Verkehrspolizei (VK) des Ministeriums des Innern der DDR. Trebstein wurde 1964 zum Oberst der VP befördert. Er qualifizierte sich zum Diplom-Ingenieur-Ökonomen. 
Am 1. Mai 1972 berief ihn der Minister für Hoch- und Fachschulwesen der DDR, Hans-Joachim Böhme, zum ordentlichen Professor für Verkehrssicherheit am Forschungsinstitut für Verkehrssicherheit in Dresden und ernannte ihn am 16. Mai 1972 zum Direktor des Forschungsinstituts. Nach der Neugründung des Forschungsinstituts als Institut für Verkehrssicherheit mit erweiterten Aufgaben am 2. April 1986 wurde Trebstein am 1. September 1986 emeritiert.
Heinz Trebstein lebte zuletzt in Berlin und war Mitglied der Gesellschaft zum Schutz von Bürgerrecht und Menschenwürde. Er starb im Alter von 90 Jahren.

## Auszeichnungen
- 1981 Vaterländischer Verdienstorden in Bronze